# Cronologia do budismo

## Fundação até a EC (era comum)
Algumas fontes identificam o ano de 563 AEC como a data do nascimento do Buda. Outras 624 AEC. Países que seguem o Budismo Teravada utilizam esta última data. Isto altera todas as datas na tabela seguinte para 61 anos antes. Veja Budimo Teravada (em inglês).
- 563 AEC: Siddhartha Gautama,  futuro Buda, nasce em Lumbini na família real do Reino dos Shakyas, agora parte do Nepal.
- 534 AEC: O príncipe Siddhartha vai para fora do palácio pela primeira vez e vê as Quatro Visões: um homem velho, um homem doente, um homem morto e um homem santo. Ele fica chocado pelas três primeiras—ele não sabia o que eram velhice, doença e morte—mas ele é inspirado pelo homem santo a abandonar suas riquezas. Ele sai de sua casa e vai viver com três ascetas. Entretanto, ele busca mais do que apenas morrer de fome, então ele passou a ensinar.
- 528 AEC: Siddhartha atinge a Iluminação em Buddha Gaya (atual Bodhgaya), e viaja ao parque do cervo em Sarnath (próximo a Varanasi), Índia, e começa a expor o Dharma.
- 528 AEC Segundo a lenda, Trapusha e Bhallika, dois irmãos comerciantes de Okkala (atualmente Yangon), oferecem a Gautama sua primeira refeição como Buda iluminado. O Buda deu oito fios de seu cabelo aos dois irmãos; os fios são levados de volta à Birmânia e guardados no Pagode Shwedagon. Portanto, segundo este mito, este foi o ano da construção deste pagode.
- c. 490–410 AEC: Vida do Buda de acordo com pesquisas recentes.[1]
- c. 483 AEC: Gautama Buddha morre em Kusinara (agora Kushinagar), Índia. Três meses após sua morte, ocorre o Primeiro concílio budista.
- 383 AEC: Segundo concílio budista conclamado pelo Rei Calasoca e ocorrido em Vaisali.
- c. 250 AEC: Terceiro concílio budista, conclamado por Asoca o Grande e liderado por Mogaliputa Tissa, compila o Kathavatthu para refutar visões e teorias heréticas de algumas seitas budistas. Asoca publica uma série de editos (Editos de Asoca) sobre o reino apoiando o Budismo.
- c. 250 AEC: O imperador Asoca manda vários missionários budistas para países longínquos, como a China o povo Mon e reinos da Malásia no oriente e reinos helênicos no ocidente, para apresentar o Budismo a eles.
- c. 250 AEC: Os primeiros exemplos completamente desenvolvidos da escrita caroste são deste período (as inscrições Asoca em Shāhbāzgaṛhī e Mansehra, no noroeste do subcontinente indiano).
- Século III AEC: Comerciantes indianos frequentam regularmente os portos da Arábia, explicando a prevalência na região de nomes de lugares de origem indiana ou budista; por exemplo, bahar (do sânscrito viara, um mosteiro budista). Monges emissários de Asoca trazem o Budismo a Suwannaphum, localidade cuja localização não é bem conhecida. Os Dipavamsa e o povo Mon acreditam que era uma colônia marinha do povo Mon na atual Myanmar.
- c. 220 AEC: O Budismo Theravada é oficialmente introduzido no Sri Lanka pelo Venerável Mahinda, filho do imperador Asoca da Índia durante o reino do Rei Devanampiya Tissa.
- 185 AEC: O general brâmane Pusiamitra Sunga derruba a dinastia máuria e estabelece a dinastia Sunga, aparentemente iniciando uma onda de perseguição contra o budismo.
- 180 AEC: O rei greco-báctrio Demétrio invade a Índia até Pataliputra e estabelece o reino Indo-Grego (180–10 AEC), sob o qual floresce o budismo.

| Cronologia: Desenvolvimento e propagação das tradições budistas (ca. 450 a.C. – ca. 1300 d.C.).    |                         |                             |                             |                                         |                                         |                                         |                                         |                                         |                  |                  |                  |
| |                         |                             |                             |                                         |                                         |                                         |                                         |                                         |                  |                  |                  |
| | 450 a.C.                | 450 a.C.                    | 250 a.C.                    | 100 d.C.                                | 100 d.C.                                | 500 d.C.                                | 500 d.C.                                | 700 d.C.                                | 800 d.C.         | 800 d.C.         | 1200 d.C.        |
| |                         |                             |                             |                                         |                                         |                                         |                                         |                                         |                  |                  |                  |
| Índia                                                                                              | Sanga inicial           |                             |                             |                                         |                                         |                                         |                                         |                                         |                  |                  |                  |
| Índia                                                                                              | Sanga inicial           | Escolas iniciais do Budismo | Escolas iniciais do Budismo | Escolas iniciais do Budismo             | Escolas iniciais do Budismo             | Mahayana                                | Mahayana                                | Vajrayana                               | Vajrayana        | Vajrayana        |                  |
| Índia                                                                                              | Sanga inicial           | Escolas iniciais do Budismo | Escolas iniciais do Budismo | Escolas iniciais do Budismo             | Escolas iniciais do Budismo             |                                         |                                         |                                         |                  |                  |                  |
| Índia                                                                                              | Sanga inicial           |                             |                             |                                         |                                         |                                         |                                         |                                         |                  |                  |                  |
| Índia                                                                                              | Sanga inicial           |                             |                             |                                         |                                         |                                         |                                         |                                         |                  |                  |                  |
| |                         |                             |                             |                                         |                                         |                                         |                                         |                                         |                  |                  |                  |
| Sri Lanka & Sudeste Asiático                                                                       |                         |                             | Budismo Teravada            | Budismo Teravada                        |                                         |                                         |                                         |                                         |                  |                  |                  |
| Sri Lanka & Sudeste Asiático                                                                       |                         |                             |                             |                                         |                                         |                                         |                                         |                                         |                  |                  |                  |
| Sri Lanka & Sudeste Asiático                                                                       |                         |                             |                             |                                         |                                         |                                         |                                         |                                         |                  |                  |                  |
| |                         |                             |                             |                                         |                                         |                                         |                                         |                                         |                  |                  |                  |
| Ásia Central                                                                                       |                         |                             | Greco-Budismo               | Greco-Budismo                           | Greco-Budismo                           | Greco-Budismo                           |                                         | Budismo Tibetano                        | Budismo Tibetano | Budismo Tibetano | Budismo Tibetano |
| Ásia Central                                                                                       |                         |                             |                             |                                         |                                         |                                         |                                         | Budismo Tibetano                        | Budismo Tibetano | Budismo Tibetano | Budismo Tibetano |
| Ásia Central                                                                                       | Budismo da Rota da Seda |                             |                             |                                         |                                         |                                         |                                         | Budismo Tibetano                        | Budismo Tibetano | Budismo Tibetano | Budismo Tibetano |
| |                         |                             |                             |                                         |                                         |                                         |                                         |                                         |                  |                  |                  |
| Extremo Oriente                                                                                    |                         |                             |                             | Chán, Tendai, Terra Pura, Zen, Nichiren | Chán, Tendai, Terra Pura, Zen, Nichiren | Chán, Tendai, Terra Pura, Zen, Nichiren | Chán, Tendai, Terra Pura, Zen, Nichiren | Chán, Tendai, Terra Pura, Zen, Nichiren | Shingon          | Shingon          | Shingon          |
| Extremo Oriente                                                                                    |                         |                             |                             | Chán, Tendai, Terra Pura, Zen, Nichiren | Chán, Tendai, Terra Pura, Zen, Nichiren | Chán, Tendai, Terra Pura, Zen, Nichiren | Chán, Tendai, Terra Pura, Zen, Nichiren | Chán, Tendai, Terra Pura, Zen, Nichiren |                  |                  |                  |
| |                         |                             |                             |                                         |                                         |                                         |                                         |                                         |                  |                  |                  |
| | 450 a.C.                | 450 a.C.                    | 250 a.C.                    | 100 d.C.                                | 100 d.C.                                | 500 d.C.                                | 500 d.C.                                | 700 d.C.                                | 800 d.C.         | 800 d.C.         | 1200 d.C.        |
| \| \| Legenda: \| \| = Tradição Teravada \| \| = Tradições Mahayana \| \| = Tradições Vajrayana \| |                         |                             |                             |                                         |                                         |                                         |                                         |                                         |                  |                  |                  |
| | Legenda:                |                             | = Tradição Teravada         |                                         | = Tradições Mahayana                    |                                         | = Tradições Vajrayana                   |                                         |                  |                  |                  |